# Finał Pucharu Polski w piłce nożnej 1957
Finał Pucharu Polski w piłce nożnej 1957 – mecz piłkarski kończący rozgrywki Pucharu Polski 1956/1957 oraz mający na celu wyłonienie triumfatora tych rozgrywek, który został rozegrany 20 lipca 1962 roku na Stadionie ŁKS-u Łódź w Łodzi, pomiędzy ŁKS-em Łódź a Górnikiem Zabrze. Trofeum po raz 1. wywalczył ŁKS Łódź.

## Droga do finału
| ŁKS Łódź   | ŁKS Łódź         | ŁKS Łódź | Runda       | Górnik Zabrze | Górnik Zabrze | Górnik Zabrze |
| Data       | Przeciwnik       | Wynik    | Runda       | Data          | Przeciwnik    | Wynik         |
| ---------- | ---------------- | -------- | ----------- | ------------- | ------------- | ------------- |
| 18.11.1956 | Warta Poznań     | 3:1      | 1/16 finału | 18.11.1956    | ŁKS II Łódź   | 2:1           |
| 17.03.1957 | Wybrzeże Gdańsk  | 2:0      | 1/8 finału  | 17.03.1957    | Lechia Gdańsk | 3:0           |
| 24.03.1957 | Wisła Kraków     | 2:1 pd   | Ćwierćfinał | 24.03.1957    | Ruch Chorzów  | 2:1           |
| 10.07.1957 | Gwardia Warszawa | 1:0      | Półfinał    | 10.07.1957    | Unia Racibórz | 7:2           |

## Tło
W finale rozgrywek zmierzyli się ze sobą ŁKS Łódź i Górnik Zabrze.

## Mecz

### Przebieg meczu
Mecz odbył się 20 lipca 1957 roku o godz. 18:00 na Stadionie ŁKS-u Łódź w Łodzi. Sędzia głównym spotkania był Edward Ignaszewski. Mecz finałowy nie był pozytywnie oceniany przez media sportowe. Pierwszy gol został zdobyty w 20. minucie po tym jak, po wykonaniu rzutu rożnego przez zawodnika drużyny gospodarzy Leszka Jezierskiego do piłki wyskoczyli Kazimierz Kowalec i Stanisław Baran, który strzałem głową pokonał bramkarza drużyny przeciwnej Józefa Machnika. Do przerwy żadna z drużyn nie stworzyła ciekawych sytuacji bramkowych.
W drugiej połowie niewiele się zmieniło. Dodatkowo oprócz nieciekawej gry zawodników na boisku, zaczął padać deszcz oraz sędzia podejmował nieodpowiednie decyzje co powodowało niezadowolenie kibiców, którzy zaczęli głośno reagować na wydarzenia na boisku. W 66. minucie po kiksie zawodnika Górnika Zabrze Gintera Gawlika zawodnik drużyny przeciwnej Kazimierz Kowalec skierował piłkę do bramki drużyny przeciwnej podwyższając wynik na 2:0. Po utracie drugiego gola zawodnicy Górnika Zabrze ruszyli do kontrataku, natomiast zawodnicy drużyny gospodarzy spowolnili swoją grę, w efekcie czego w 70. minucie Ernest Pol zdobył gola na 2:1.

### Szczegóły meczu
| 20 lipca 1957 18:00 | ŁKS Łódź · Baran 21' · Kowalec 66' | 2:11:0Raport | Górnik Zabrze · 70' Pol | Stadion ŁKS-u Łódź, Łódź Widzów: 20 000 Sędzia: Edward Ignaszewski (Kraków) |
|                     |                                    |              |                         |                                                                             |

| ŁKS ŁÓDŹ       |  |                     |
|                |  |                     |
| BR             |  | Henryk Szczurzyński |
| OB             |  | Józef Walczak       |
| OB             |  | Stanisław Wlazły    |
| OB             |  | Henryk Szczepański  |
| OB             |  | Wiesław Jańczyk     |
| PO             |  | Robert Grzywocz     |
| PO             |  | Leszek Jezierski    |
| PO             |  | Stanisław Baran     |
| NA             |  | Henryk Szymborski   |
| NA             |  | Władysław Soporek   |
| NA             |  | Kazimierz Kowalec   |
| Trener:        |  |                     |
| Władysław Król |  |                     |

| GÓRNIK ZABRZE |  |                  |
|               |  |                  |
| BR            |  | Józef Machnik    |
| OB            |  | Stefan Florenski |
| OB            |  | Antoni Franosz   |
| OB            |  | Henryk Czech     |
| OB            |  | Ginter Gawlik    |
| PO            |  | Marian Olejnik   |
| PO            |  | Henryk Szalecki  |
| PO            |  | Ernest Pohl      |
| NA            |  | Edward Jankowski |
| NA            |  | Edmund Kowal     |
| NA            |  | Roman Lentner    |
| Trener:       |  |                  |
| Zoltán Opata  |  |                  |

| Puchar Polski w piłce nożnej 1956/1957 Zwycięzcy |
| ------------------------------------------------ |
| ŁKS Łódź 1. Tytuł                                |